# Polsum
Polsum ist eine ehemalige Gemeinde in Vest Recklinghausen und Amt Marl und heute Stadtteil der Stadt Marl im Kreis Recklinghausen in Nordrhein-Westfalen.

## Lage

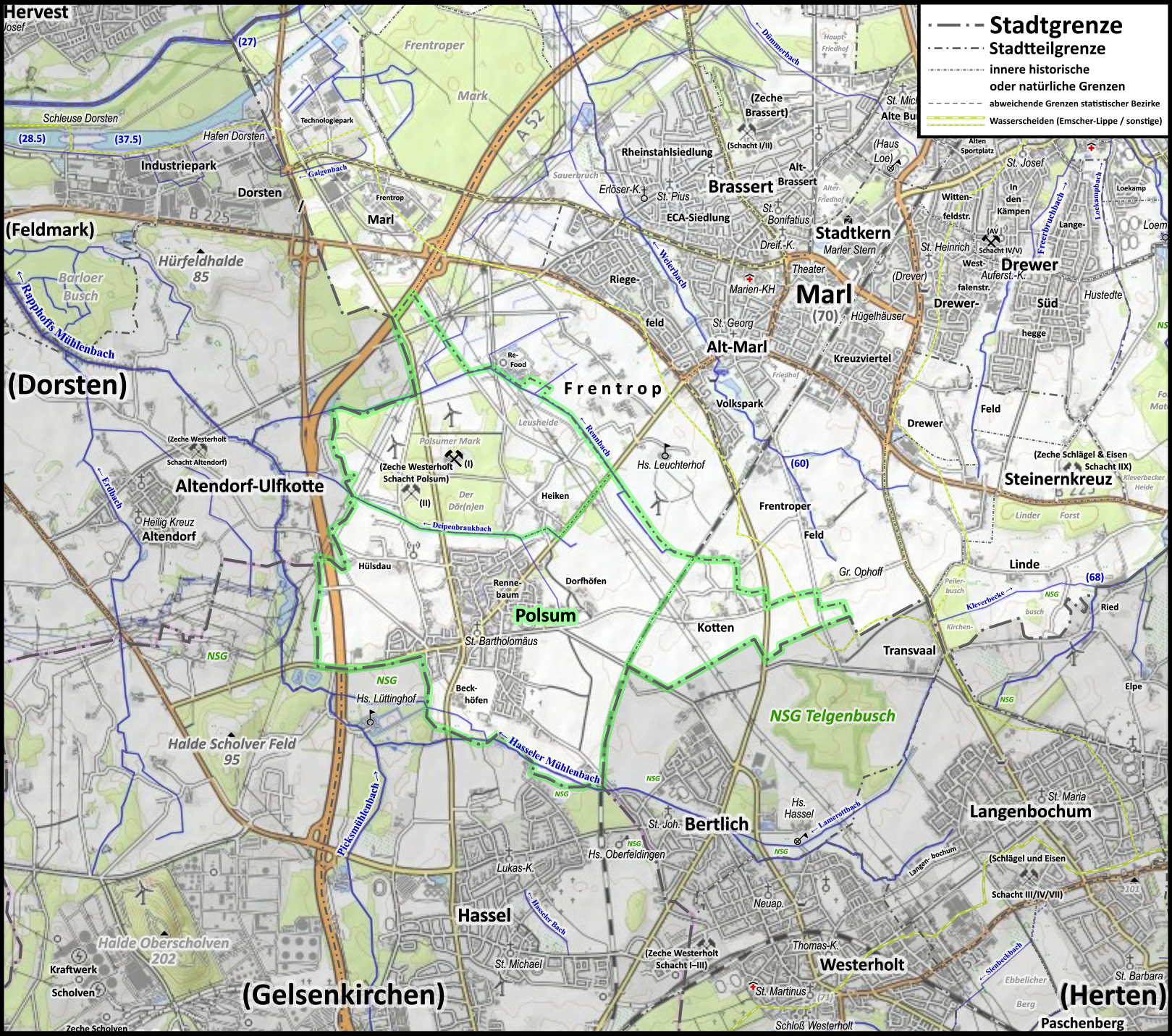
Karte des Stadtteils

Polsum liegt im äußersten Südwesten Marls, die Bebauung ist geografisch deutlich getrennt vom Rest der Stadt. Ganz im Osten (Kotten) grenzt nach Nordosten Steinernkreuz an, Kerndorf und Nordteil stoßen nach Nordosten und Norden an Frentrop. Die Grenze zu Frentrop liegt, außer nach Norden, am Rennbach, der sich dann nach Westen wendet und ein kleines Segment, das bis zur A 52 reicht, abtrennt; früher reichte ein schmaler Korridor nach Nordwesten, im heutigen Industriepark Dorsten / Marl, bis zur Lippe.
Weiter westlich bildet der Rennbach abschnittsweise die Stadtgrenze zum südlichen Teil Dorstens (Altendorf-Ulfkotte), der auch nach Westen angrenzt; im Südwesten schließt sich die Grenze zu Gelsenkirchen (Scholven und Hassel) an, nach Südosten die zum Hertener Stadtteil Bertlich, früher eine Bauerschaft Polsums, wobei die Stadtgrenze an der Bahntrasse nach Buer verläuft.

## Gliederung
Die statistischen Bezirke Polsum-Nord und Polsum-Süd der Stadt Marl entsprechen keiner natürlichen oder historischen Grenze und halbieren das Dorf mehr oder weniger willkürlich in sehr verschieden große Hälften. Relativ scharf abgegrenzt durch die Bahntrasse ist indes der Weiler Kotten (0,96 km²) im Osten, dessen lose Siedlung fließend in eine des Frentroper Felds, dem Westen von Steinernkreuz, übergeht und auch diesem Stadtteil zugerechnet werden könnte – zumal weiter südwestlich die Bahntrasse Stadtgrenze nach Herten ist.
Im Norden trennt der nach Westnordwest fließende Deipenbraukbach und ein rechter Nebenbach, im Osten verlängert um die Polsumer Straße, einen 2,46 km² großen, fast unbewohnten Teil mit dem Schacht Polsum der Zeche Westerholt, den Waldgebieten Dören und Polsumer Mark, der Leusheide im Nordosten und der Ortslage Heiken im Osten ab – gewissermaßen die Polsumer Mark im weiteren Sinne.
Das 4,38 km² große zentrale Polsum besteht, neben dem eigentlichen Dorf, in dem die innere Ortslage Rennebaum nach einem alten Hof benannt ist, aus Hülsdau im Westen sowie den Weilern Beckhöfen im Süden und Dorfhöfen im Osten, die sich kaum vom Dorfrand absetzen.

## Geschichte

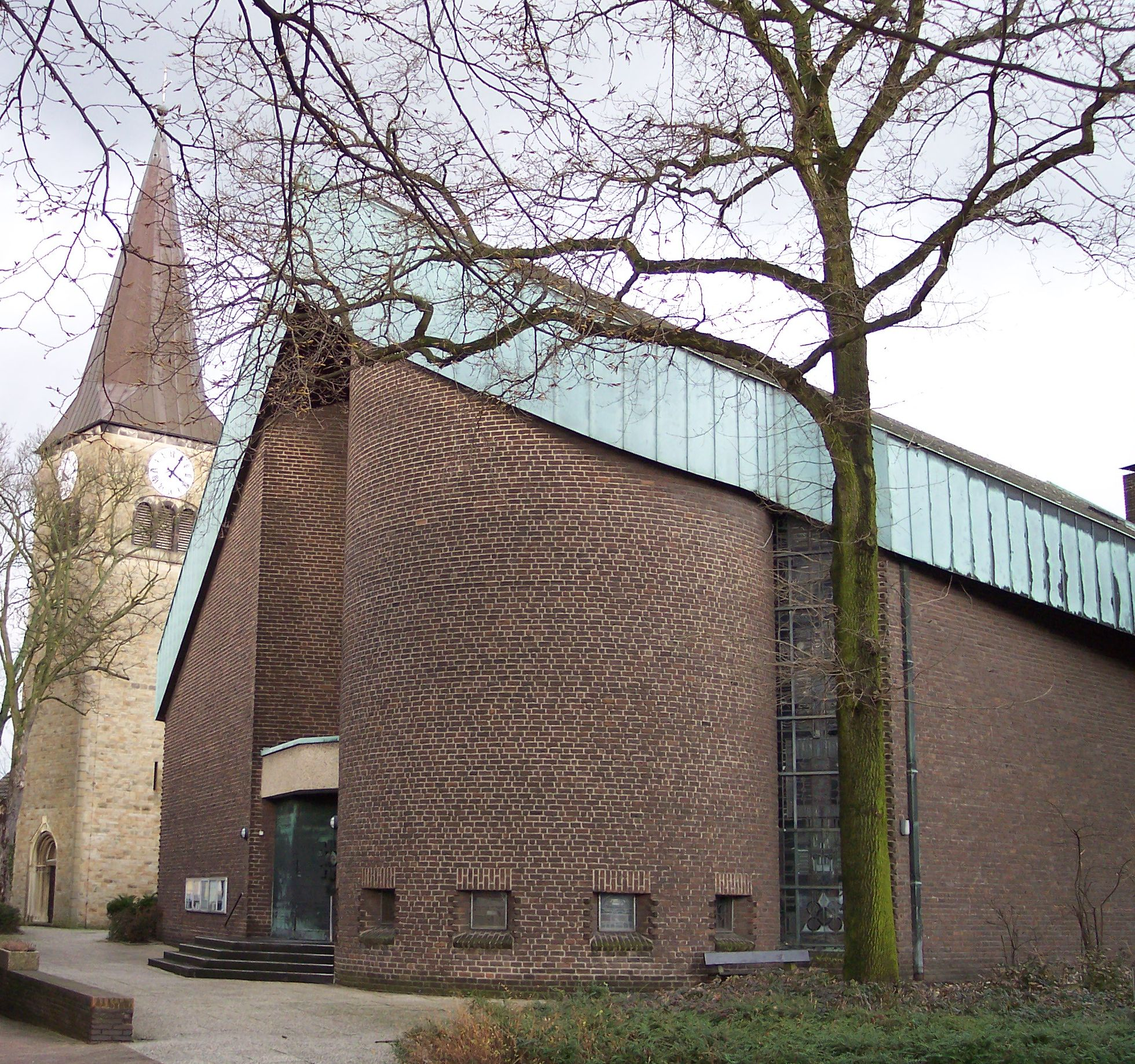
St. Bartholomäus Polsum

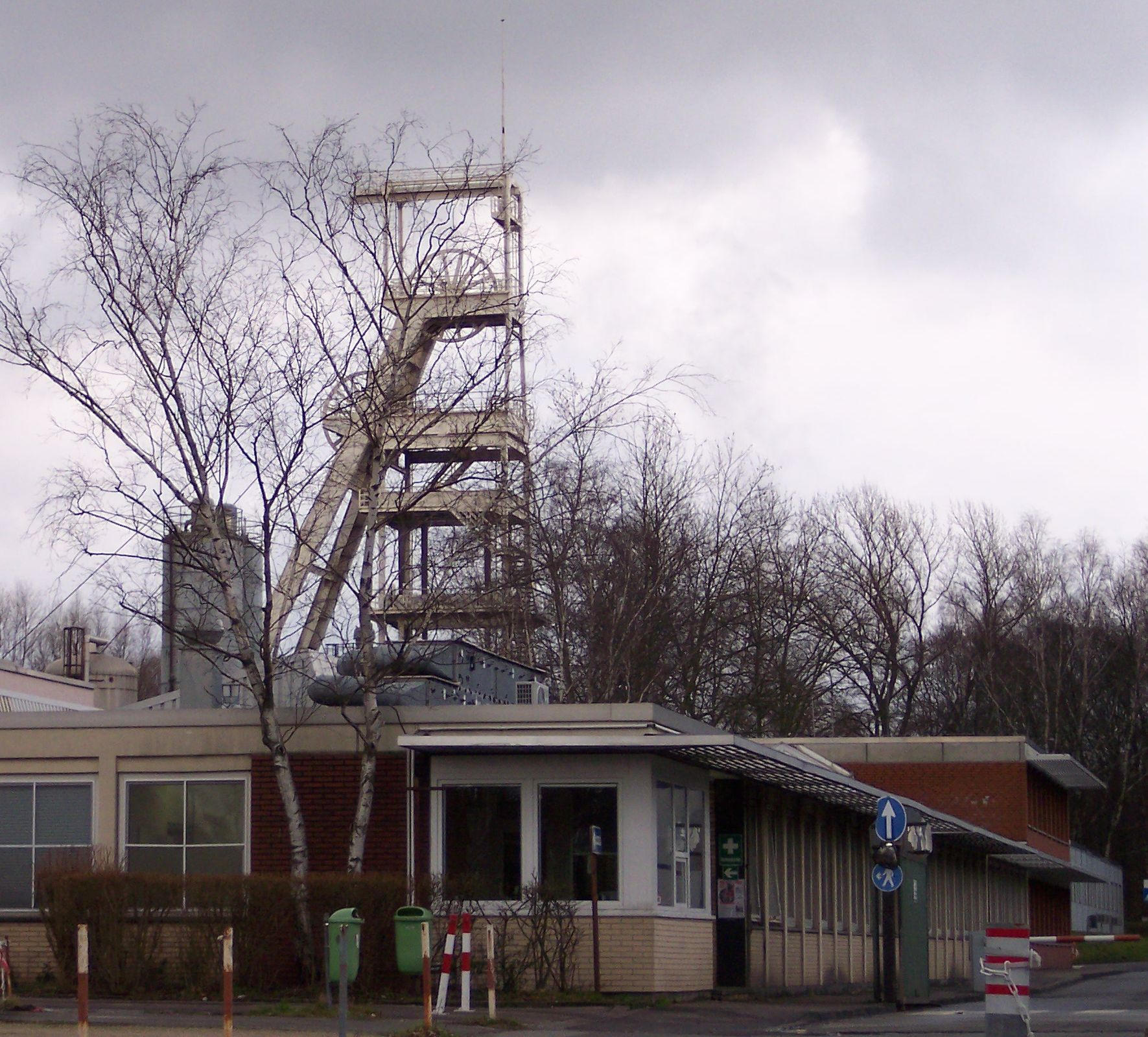
Zeche Westerholt Schacht Polsum

Erste geschichtliche Erwähnung fand Polsum um 1200, wobei anzumerken ist, dass der damals als Bergfried genutzte Kirchturm bis heute noch steht. Polsum war Teil des zu Kurköln gehörenden Vest Recklinghausen. Im Niedervest Dorsten war Polsum Kirchspiel.
Im Dreißigjährigen Krieg soll ein Hund, der Polsumer Möppel, einer Legende nach die Schweden vertrieben haben. Seit 1844 gehörte Polsum zum Amt Marl. Das heute zu Gelsenkirchen zählende Haus Lüttinghof liegt gut einen Kilometer vom Dorfkern entfernt. In den letzten Wochen des Zweiten Weltkriegs verschanzten sich im März 1945 während der Schlacht um den Ruhrkessel die 116. Panzerdivision (Windhund-Division) in Polsum. Die dreitägige Verteidigung Polsums gegen die einrückenden US-Amerikaner kostete 79 Menschen das Leben.
Zur Gemeinde Polsum gehörte bis 1974 auch die Bauerschaft Bertlich nebst Wohnplatz Transvaal. Per der Gemeindereform von 1974 kam Polsum am 1. Januar 1975 zur Stadt Marl, das inzwischen von der Einwohnerzahl her fast gleich starke Bertlich hingegen wurde der Stadt Herten zugesprochen, an die es herangewachsen war.

## Religion
1271 wird Polsum erstmals urkundlich als Pfarrei erwähnt. Da Polsum zu Kurköln gehörte, blieb das Dorf während der Reformationszeit im 16. Jahrhundert römisch-katholisch; es ist bis heute mehrheitlich katholisch. Demgemäß ist die einzige Schule in Polsum, die Grundschule, eine katholische Bekenntnisschule.
Die mittelalterliche Kirche St. Bartholomäus war infolge eines Blitzeinschlages im Jahre 1842 reparaturbedürftig. Da sie aufgrund des Bevölkerungswachstums des Dorfes seit der Mitte des 19. Jahrhunderts ohnehin zu klein geworden war, wurde von 1851 bis 1857 an ihrer Stelle eine neuromanische Hallenkirche nach Plänen des Essener Stadtbaumeisters Carl Freyse (1815–1881) erbaut. St. Bartholomäus in Polsum war somit einer der frühesten neuromanischen Kirchenbauten im Bistum Münster. Diese zweite Kirche wurde im Zweiten Weltkrieg durch Beschuss beschädigt und zunächst nur behelfsmäßig wiederhergerichtet. 1966 wurde die zweite Kirche abgebrochen und in den Jahren von 1966 bis 1969 durch die jetzige, dritte Kirche ersetzt.
Im letzten Jahrhundert siedelten sich auch Protestanten an, deren Zahl jedoch seit längerem rückläufig ist. Daher entschloss sich die evangelische Kirche, auf ein eigenes Gebäude zu verzichten. Das Evangelische Gemeindezentrum, in dem sich auch ein Kindergarten befand, wurde 2010 abgerissen. Seitdem ist die Gemeinde Gast in der katholischen Kirche und nutzt deren vor einigen Jahren neu erbauten Treffpunkt St. Bartholomäus mit.

## Politik
Bei Wahlen kann die CDU in Polsum, im Gegensatz zum restlichen Marl, traditionell einen hohen Stimmenanteil erreichen. Die Bürger des Stadtteils entsenden einen Direktkandidaten für den Stadtrat; bei der Wahl eines weiteren sind die Wahlberechtigten in Polsum ebenfalls beteiligt.

## Kultur und Sehenswürdigkeiten

### Sport
- In Polsum gibt es einige Sportvereine, darunter den Spiel- und Sportverein Polsum (650 Mitglieder).

### Veranstaltungen
- Der Polsumer Weihnachtsmarkt, immer am dritten Advent, ist der größte eintägige Weihnachtsmarkt in Nordrhein-Westfalen und lockt jährlich knapp 60.000 Besucher an. Es traten bereits Schlagergrößen wie Andrea Berg auf der Bühne auf. Der Besuch des Weihnachtsmarktes ist kostenlos.
- Das Schützenfest lockt alle zwei Jahre einige hundert Besucher an. Veranstalter ist der Schützenverein Polsum, der das Fest abwechselnd mit den Vereinen in Frentrop und Altendorf abhält.
- Der Feuerwehrlöschzug Polsum veranstaltet jeden Winter sowie jeden zweiten Sommer ein Feuerwehrfest. Im Sommer 2009 feierte der Löschzug sein 100-jähriges Jubiläum und führte eine große Parade mit Feuerwehren aus ganz Nordrhein-Westfalen auf.

### Sehenswürdigkeiten
- Sehenswert ist der kleine Dorfkern rund um die Kirche, in welchem noch einzelne über 100 Jahre alte Häuser stehen.
- Das Haus Lüttinghof (in Gelsenkirchen-Hassel, aber unmittelbar südlich von Polsum) ist eine historische Wasserburg aus dem 12. Jahrhundert. Heute gehört das Gebiet allerdings zur Stadt Gelsenkirchen. Das Schloss ist in wenigen Minuten Fußweg von Polsum aus erreichbar.
- Ehrenmal für die Opfer der beiden Weltkriege

### Galerie
Die folgenden Polsumer Gebäude stehen in der Liste der Baudenkmäler in Marl:

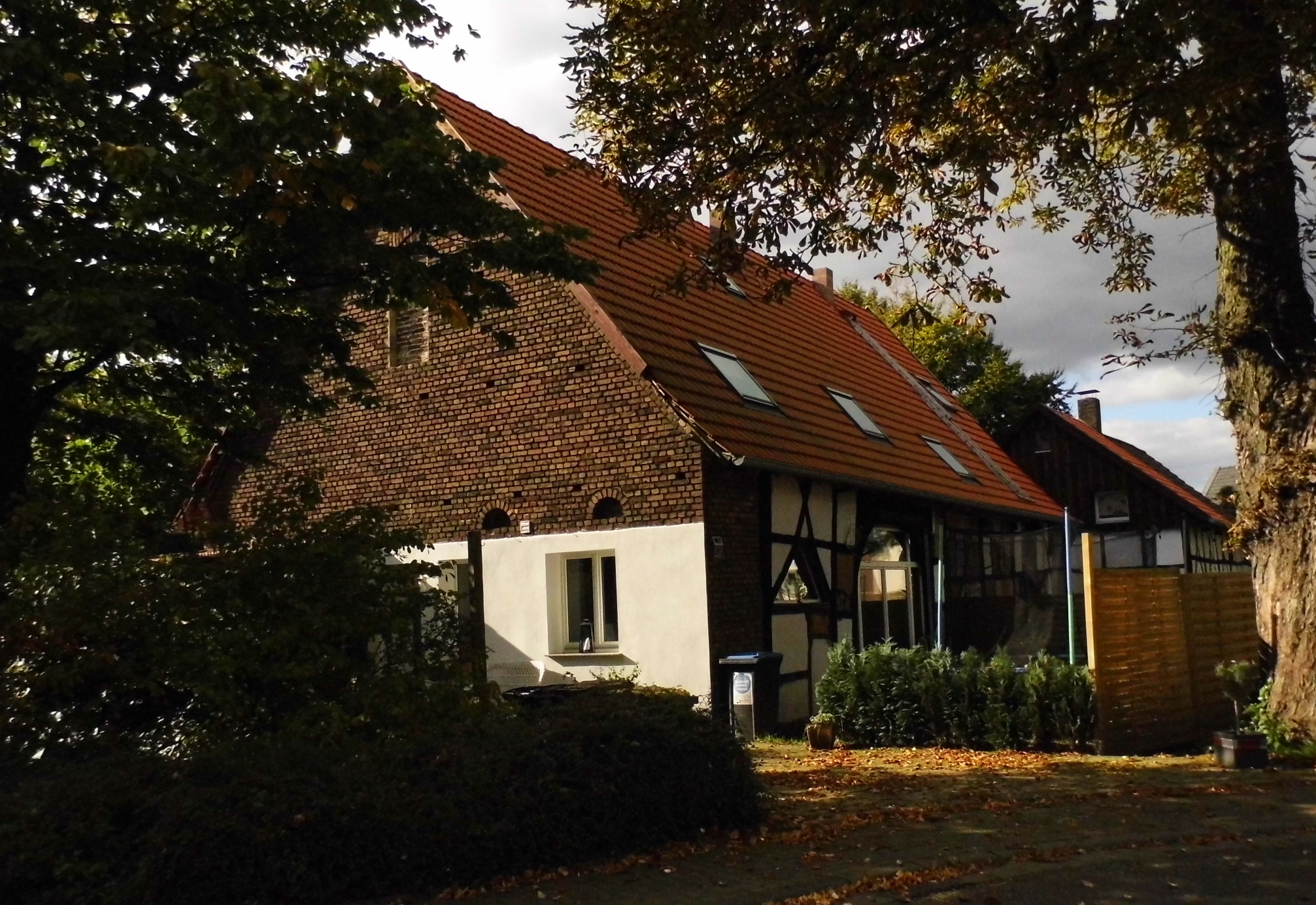
„Ackerbürgerhaus (Querdeele)“ von 1729, Brüggenpoth
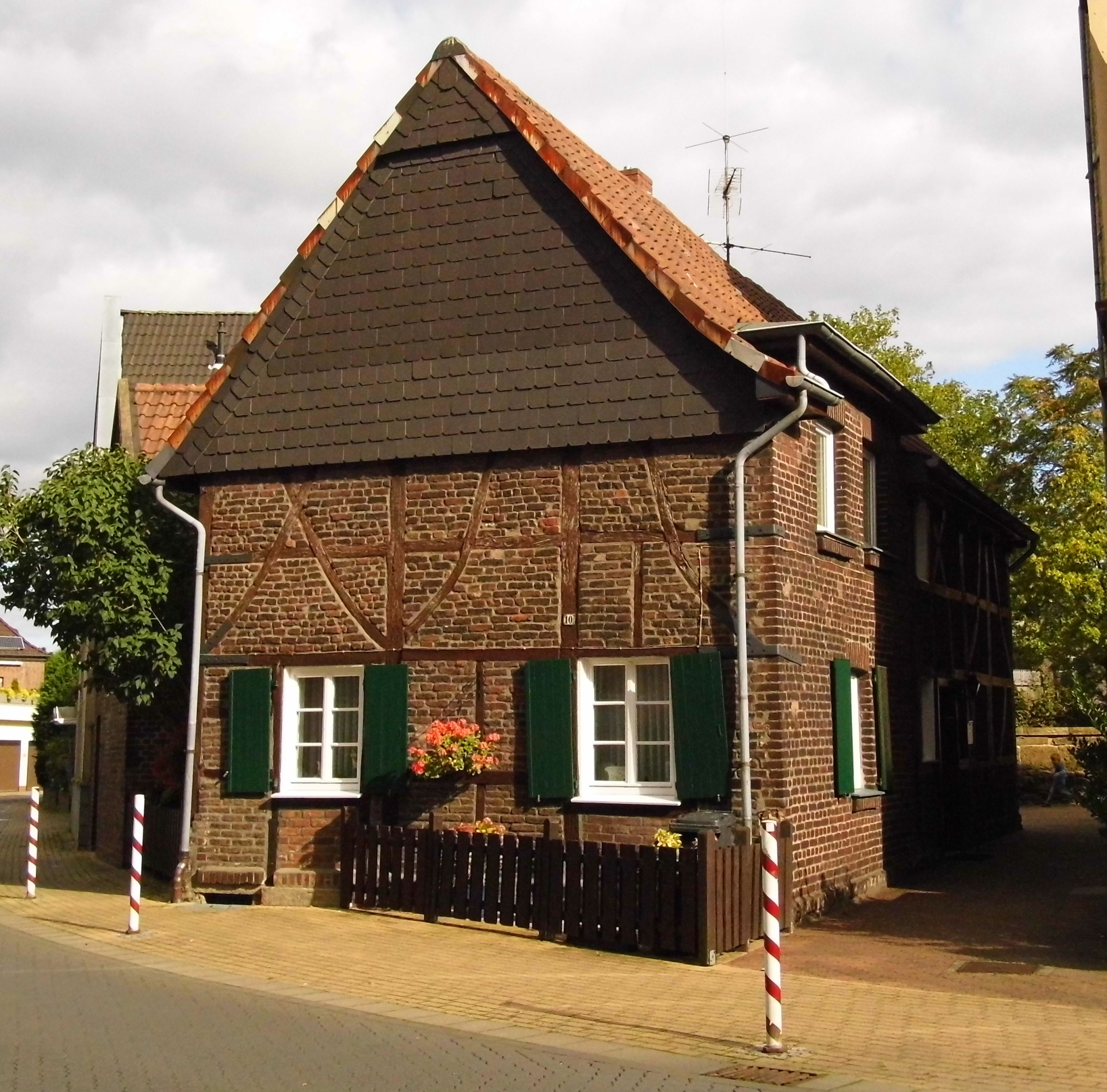
„giebelst. Ackerbürgerhaus“ um 1800, Kolpingstraße
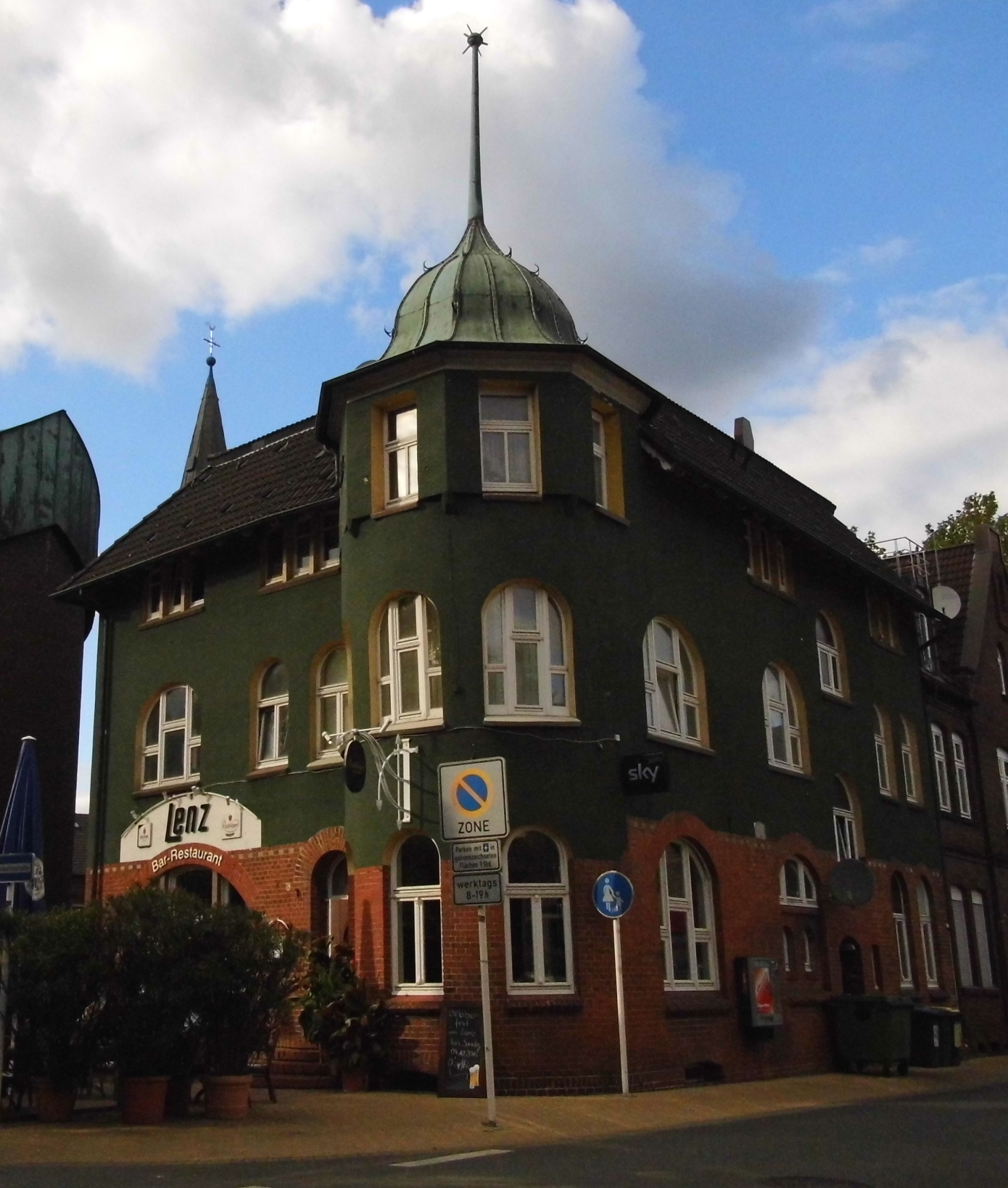
„Gründerzeithaus, Gaststätte“ von 1907, Dorfstraße
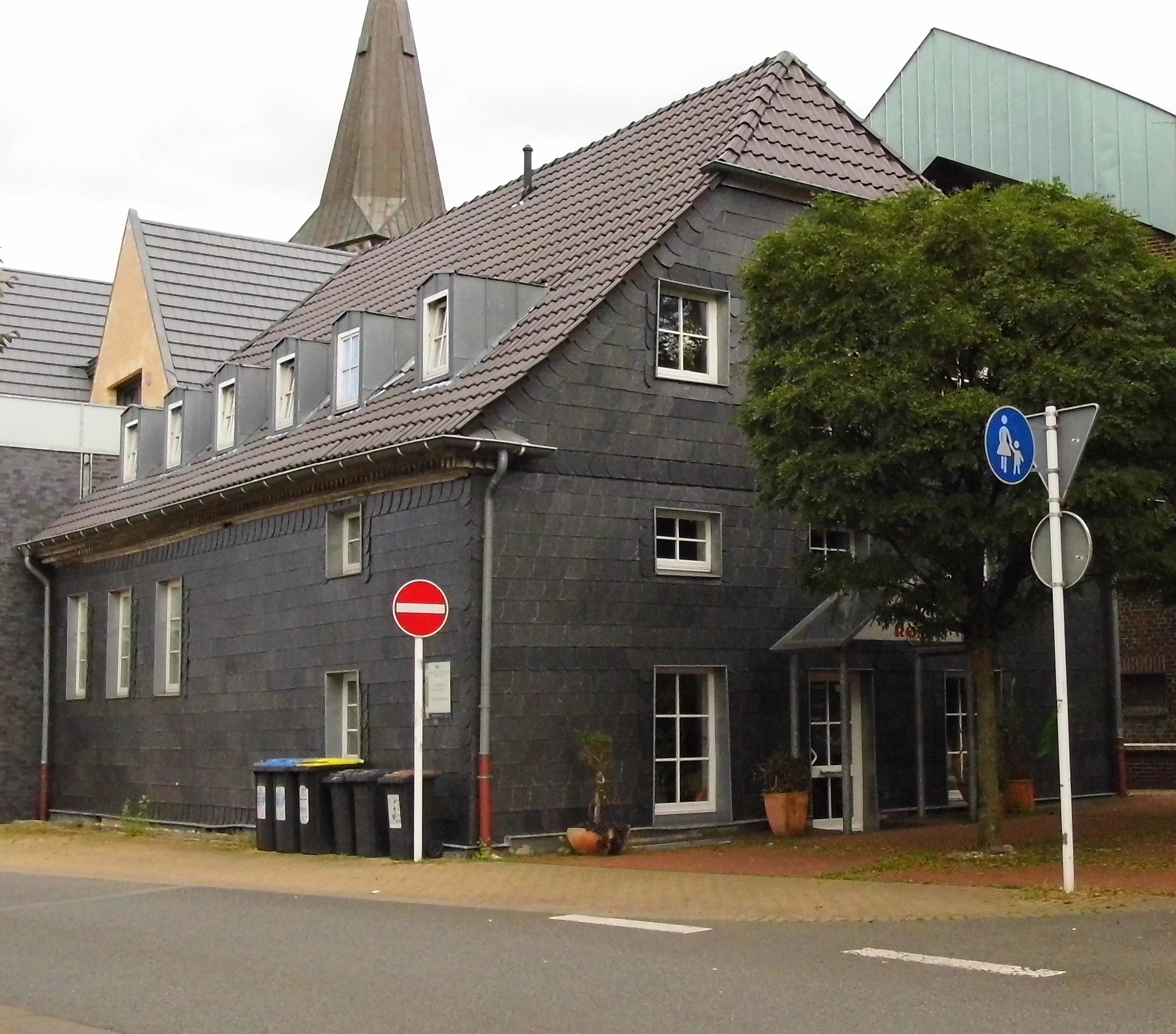
„Ackerbürgerhaus, Gaststätte, ehemals verschindelt, heute verschiefert“ von 1793, Kolpingstraße

## Wirtschaft
In Polsum haben sich, insbesondere rund um die Kirche, einige gewerbetreibende Unternehmen und Betriebe angesiedelt. Obwohl auch etwas größere Unternehmen wie zum Beispiel die ReFood GmbH & Co. KG, ein Unternehmen der SARIA-Gruppe, oder eine Niederlassung der Raiffeisenmärkte in Polsum anzutreffen sind, wird der Stadtteil auch heute noch hauptsächlich durch die Agrar- und Landwirtschaft geprägt.

## Nahverkehr
Es führen die Buslinien 222, 241 und 296 der Vestischen Straßenbahnen GmbH durch Polsum.
| Linie     | Verlauf | Takt (Mo–Fr) |
| --------- | --- | ------------ |
| 222       | Marl-Sinsen – Sinsen Bf – Lenkerbeck – Hüls – Drewer – Marl Mitte – Alt-Marl – Polsum Ehrenmal – Gelsenkirchen-Hassel – Gelsenkirchen-Buer Nord Bf – Gelsenkirchen-Buer Rathaus                                  | 30 min       |
| TB241     | Taxibus: Marl-Polsum Kirchstr – Gelsenkirchen-Hassel – GE-Hassel Bf – Herten-Bertlich – Herten-Westerholt – Gelsenkirchen-Resse Hedwigstr. Samstag nachmittags sowie sonn- und feiertags nur Polsum–GE-Hassel Bf | 60 min       |
| 296 TB296 | In der Miere – Dorsten Essener Tor – Dorsten ZOB – Willy-Brandt-Ring – Feldmark – Altendorf-Ulfkotte (– Marl-Polsum Kirchstr.) Abschnitt Altendorf-Ulfkotte – Marl-Polsum als TaxiBus                            | 60 min       |